# Đặng Xuân Trường
Đặng Xuân Trường là nghệ sĩ nhiếp ảnh, đạo diễn hình ảnh, họa sĩ thiết kế và nhà sản xuất phim tại Việt Nam. Trong lĩnh vực sân khấu, anh được biết đến với vai trò đạo diễn sân khấu, ánh sáng, hình ảnh các chương trình hòa nhạc, liveshow, trình diễn thời trang. Trong lĩnh vực hội họa, Đặng Xuân Trường sắp đặt tranh và các tác phẩm điêu khắc của các danh họa Việt Nam đương đại.

## Sự nghiệp

', 2022

Đối với lĩnh vực trưng bày nghệ thuật Đặng Xuân Trường thiết kế ánh sáng và sắp đặt tranh cho các triển lãm nghệ thuật của các họa sĩ tên tuổi ở Việt Nam như: Lư Hùng Anh, Đỗ Tuấn Anh, Trương Tiến Trà, Đoàn Xuân Tặng, Lư Trực Sơn, Dương Thùy Dương, Trịnh Thị An. 

Đối với lĩnh vực thời trang, Đặng Xuân Trường đạo diễn ánh sáng sân khấu cho cuộc trình diễn thời trang như: Khi gió đông về của NTK Hoàng Ngân, Elle Fashion Show Thu Đông của tạp chí Đẹp;  F Amazing của Apricot Hotel; Duyên của Hilton Hotel; DFW in Door của HTV, Out Door của CE Ladon...

## Tác phẩm

Hòa âm phim Miền ký ức, 2022

### Hoạt động điện ảnh
| Năm  | Phim                                       | Vai trò                                                          | Đạo diễn              | Giải thưởng |
| ---- | ------------------------------------------ | ---------------------------------------------------------------- | --------------------- | --- |
| 2013 | Người truyền giống                         | Đạo diễn hình ảnh, họa sĩ thiết kế phim                          | Bùi Kim Quy           | Best photography – Đặng Xuân Trường. ASEAN International Film Festival and Awards 2015 (AIFFA2015), phim "The Inseminator".                                        |
| 2015 | Thức giả                                   | Đạo diễn hình ảnh                                                | Nguyễn Trung Kiên     | |
| 2016 | Plan Bee                                   | Đạo diễn hình ảnh                                                | Fabrice Poirier       | |
| 2018 | Miền ký ức                                 | Nhà sản xuất Đạo diễn hình ảnh Thiết kế sản xuất Hoạ sĩ thiết kế | Bùi Kim Quy           | Đề cử hạng mục New Currents, LHP Quốc tế Busan Phim Điện ảnh xuất sắc nhất tại LHP Las Palmas 2022 Đề cử hạng mục Berlinale Forum 72 Ra mắt tại MoMA Doc Fortnight |

Đoàn phim tài liệu về Đại tướng Võ Nguyên Giáp của Hãng phim Tài liệu và Khoa học Trung ương

Triển lãm Nhìn, 2011

Triển lãm Nhìn 2, 2012

| 2021 | Đại tướng Võ Nguyên Giáp - Một huyền thoại | Đạo diễn hình ảnh                                                | NSƯT Trịnh Quang Tùng | |
| 2022 | Võ Văn Kiệt - Nhà lãnh đạo xuất sắc        | Đạo diễn hình ảnh                                                | NSƯT Trịnh Quang Tùng | |

### Triển lãm ảnh cá nhân
| Năm  | Những tác phẩm                                               |
| ---- | ------------------------------------------------------------ |
| 2003 | Xuất bản sách ảnh "50 năm chiến thắng Điện Biên Phủ"         |
| 2009 | Triển lãm ảnh tại Trung tâm văn hóa Việt Nam tại Paris, Pháp |
| 2011 | "Nhìn 1" - Trung tâm triển lãm 29 Hàng Bài                   |
| 2012 | "Nhìn 2" - Bảo tàng Mỹ thuật Việt Nam, Hà Nội                |
| 2014 | "Riêng tư" - Bảo tàng Mỹ thuật Việt Nam, Hà Nội              |

### Triển lãm ảnh cùng các nghệ sĩ Việt Nam

Live Concert Tùng Dương 20 năm ca hát, 2022

Live Concert Tùng Dương 20 năm ca hát, 2022

Live Concert Tùng Dương 20 năm ca hát, 2022

Vũ điệu dưới trăng, 2023

Vũ điệu dưới trăng, 2023

Vũ điệu dưới trăng, 2023

| Năm  | Những tác phẩm                                                          |
| ---- | ----------------------------------------------------------------------- |
| 1996 | Triển lãm Ảnh tại Hội nhiếp ảnh nghệ thuật Hà Nội.                      |
| 2004 | "Mùa xuân" – Hotel Sofitel Plaza, Hà Nội.                               |
| 2006 | "Nụ cười Việt" – Gallery 39, Hà Nội.                                    |
| 2007 | "Một Sapa khác" cùng họa sĩ Lê Thiết Cương, Darling Hotel, Sapa.        |
| 2009 | "Cái đẹp nằm sau cái chúng ta nhìn thấy" – Thiên đường Bảo Sơn, Hà Nội. |
| 2014 | "Loading" – Cafe Xe cổ, Hà Nội.                                         |
| 2016 | Triển lãm ảnh: "3 nhận thức" – Bảo tàng Mỹ thuật Việt Nam.              |

### Đạo diễn sân khấu

Mã, 2024

| Năm  | Những tác phẩm                                     | Tác giả                              | Vai trò           | Diễn ra                                                  |
| ---- | -------------------------------------------------- | ------------------------------------ | ----------------- | -------------------------------------------------------- |
| 2011 | Bóng                                               | Phó An My                            | Đạo diễn          | Nhà hát Opera Hà Nội và nhà hát Opera Hồ Chí Minh        |
| 2012 | Âm sắc Việt Nam                                    |                                      | Đạo diễn          | Festival thành phố Huế                                   |
| 2012 | Ca trù đàn hát khuôn                               | Phó Thị Kim Đức                      | Đạo diễn          | L'Espace Hà Nội.                                         |
| 2012 | Bến lạ                                             | Đặng Đình Hưng                       | Đạo diễn          | L'Espace Hà Nội.                                         |
| 2013 | Tùng Dương hát tình ca                             | Tùng Dương                           | Đạo diễn          | Nhà hát Opera Hà Nội, nhà hát Opera Hồ Chí Minh          |
| 2014 | Lửa                                                | Phó An My Đặng Tuệ Nguyên            | Đạo diễn          | Nhà hát Opera Hà Nội                                     |
| 2014 | Áo mùa đông                                        | Tùng Dương                           | Đạo diễn          | Cung văn hóa hữu nghị Việt Xô, Hà Nội                    |
| 2015 | Live show Bảo Yến                                  |                                      | Đạo diễn          | Nhà hát lớn Hà Nội                                       |
| 2015 | Thập kỷ hoan ca                                    | Tùng Dương                           | Đạo diễn          | Cung văn hóa hữu nghị Việt Xô, Hà Nội                    |
| 2015 | Live Concert Hồng Nhung                            | Hồng Nhung                           | Đạo diễn          | Cung văn hóa hữu nghị Việt Xô, Hà Nội                    |
| 2015 | Live show Trần Gia Nhã Nhạc                        |                                      | Đạo diễn          | Cung văn hóa hữu nghị Việt Xô, Hà Nội                    |
| 2015 | Europe Meets Asia – vở Zen biên đạo múa Trần Ly Ly |                                      | Đạo diễn          | Nhà hát tuổi trẻ                                         |
| 2015 | Xẩm ngọng                                          | Nguyễn Duy                           | Đạo diễn          | L'Espace Hà Nội                                          |
| 2016 | Divas' Night: Ngày xanh                            | Thanh Lam Hồng Nhung Mỹ Linh Hà Trần | Đạo diễn          | Cung văn hóa hữu nghị Việt Xô, Hà Nội                    |
| 2016 | Gặp gỡ Á - Âu, vở "Sắc sắc không không"            |                                      | Đạo diễn          | Nhà hát Tuổi trẻ Hà Nội và Nhà hát thành phố Hồ Chí Minh |
| 2016 | Gió                                                |                                      | Đạo diễn          | Rạp công nhân Hà Nội và Zen thành phố Hồ Chí Minh        |
| 2017 | Độc hành                                           | Phó An My Đặng Tuệ Nguyện            | Đạo diễn          | Nhà hát lớn Hà Nội                                       |
| 2017 | Chuyện hoa hướng dương                             |                                      | Đạo diễn          | Nhà hát lớn Hà Nội                                       |
| 2017 | Trời & đất                                         | Tùng Dương                           | Đạo diễn          | Cung Văn hóa Hữu Nghị Việt Xô, Hà Nội                    |
| 2018 | Bộ tứ sông Hồng                                    |                                      | Đạo diễn          | Cung Văn hóa Hữu Nghị Việt Xô, Hà Nội                    |
| 2018 | Nam Phi                                            | Ngô Hồng Quang                       | Đạo diễn          | Nhà hát lớn Hà Nội                                       |
| 2019 | Thán                                               | Hanoi DanceFest                      | Đạo diễn          | Nhà hát Tuổi Trẻ Hà Nội                                  |
| 2019 | Trăng hát                                          | Phạm Thùy Dung                       | Đạo diễn          | Nhà hát lớn Hà Nội                                       |
| 2019 | Tỉnh                                               | Phó An My Đặng Tuệ Nguyên            | Đạo diễn          | Nhà hát lớn Hà Nội                                       |
| 2020 | Human Live Concert                                 | Tùng Dương                           | Đạo diễn          | Cung Văn hoá Hữu Nghị Việt Xô, Hà Nội                    |
| 2022 | Tùng Dương 20 năm ca hát Live Concert              | Tùng Dương                           | Đạo diễn          | Trung tâm Hội nghị Quốc gia                              |
| 2023 | Điểm hẹn và ... tác phẩm "Vũ điệu dưới trăng"      | Tác giả kịch bản: Hà Văn Thắng       | Đạo diễn          | Sân quần và vườn hoa Lâm Viên, trung tâm thị trấn Sa Pa  |
| 2024 | Mã                                                 | Biên đạo múa: Duy Thành              | Đạo diễn          | Ồ Ạt Oh Art Festival                                     |
| 2024 | Nhạc kịch "Shrek"                                  | Jesse Donaldson Jarret               | Đạo diễn ánh sáng | Hà Nội, TP. Hồ Chí Minh                                  |

### Trưng bày nghệ thuật

Mã, 2024

Nhạc kịch Shrek, 2024

Celebrating The Curator Shireen Naziree, 2024

Đặng Xuân Trường tham gia thiết kế ánh sáng, tạo bố cục cho các triển lãm nghệ thuật, tranh, tác phẩm điêu khắc sau:
| Năm  | Những tác phẩm                                                                             |
| ---- | ------------------------------------------------------------------------------------------ |
| 2012 | Triển lãm nghệ thuật "Văn hóa vùng Himalaya"                                               |
| 2012 | Triển lãm điêu khắc gốm "Giấc mơ Phật" nghệ sĩ Nguyễn Tuấn (Tuấn Gốm).                     |
| 2012 | Triển lãm nghệ thuật "Bức tường xương" nghệ sĩ Nguyễn Huy Hoàng.                           |
| 2014 | Triển lãm nghệ thuật "Tết Art".                                                            |
| 2016 | Triển lãm nghệ thuật "Today" 50 nghệ sĩ trẻ Việt Nam.                                      |
| 2017 | Triển lãm nghệ thuật Nhóm sơn ta, Bảo tàng Mỹ thuật Việt Nam.                              |
| 2017 | Triển lãm nghệ thuật "Lạc" họa sĩ Đinh Quang Hải, Bảo tàng Mỹ thuật Việt Nam.              |
| 2017 | Triển lãm cá nhân "Thu" của Họa sĩ Trần Thị Thu, Bảo tàng Mỹ thuật Việt Nam.               |
| 2017 | Triển lãm cá nhân "Giá Thánh" của Họa sĩ Trần Tuấn Long, Bảo tàng Mỹ thuật Việt Nam.       |
| 2018 | Triển lãm nghệ thuật "Toan", Bảo tàng Mỹ thuật Việt Nam.                                   |
| 2018 | Triển lãm nghệ thuật Họa sĩ người Pháp Marianne Smolska, gallerry Đông Phong, Hà Nội.      |
| 2018 | Triển lãm mỹ thuật Câu lạc bộ họa sĩ trẻ, triển lãm Mỹ thuật Hà Nội.                       |
| 2018 | Thực hiện Bộ sách ảnh kỷ niệm 10 năm của Họa sĩ Hà Mạnh Thắng.                             |
| 2023 | Triển lãm cá nhân "Vân Du" của Họa sĩ Trần Tuấn Long, TT Nghệ thuật Thành Đông, Hải Dương. |
| 2023 | Triển lãm "Xứ Mường", TT triển lãm Văn hóa - Nghệ thuật Việt Nam, 29 Hàng Bài, Hà Nội.     |
| 2024 | Triển lãm "Celebrating The Curator Shireen Naziree" tại Bảo tàng Mỹ thuật Việt Nam         |